# Elements Part 1
Elements Part 1 (abgekürzte Schreibweise auf dem Cover: Elements Pt. 1) ist das zehnte Studioalbum der finnischen Power-Metal-Band Stratovarius. Es erschien am 27. Januar 2003. Das Lied „Eagleheart“ wurde vorab als Shape-Single veröffentlicht.
Das Album entstand Ende 2002 nach einer längeren Bandpause. In musikalischer Hinsicht war es das bis dahin ambitionierteste Werk der Band und wurde mit einem Symphonieorchester und einem Chor aufgenommen. Beides kam vor allem im Titelsong zum Einsatz, war aber auch in den anderen Liedern vertreten.
Musikalisch zeigte die Band eine andere Seite ihres Schaffens auf. Im Gegensatz zu den durchgehend schnellen und kompakt arrangierten Nummern der Vorgängeralben waren nun zahlreiche Lieder von größerer Länge enthalten, zusätzlich war auch das Arrangement durch Chor und Orchester dichter und ließ mehr Raum für dramatische Ausschmückungen der Kompositionen. Herausragend ist auch das virtuose Instrumentalstück „Stratofortress“, das musikalisch und von der Namensgebung her an die Stücke „Stratosphere“ (vom Album „Episode“) und „Stratovarius“ (vom Album „Fourth Dimension“) anknüpft.
Das Cover wurde von Derek Riggs entworfen, der mit seinen Werken für Iron Maiden bekannt geworden ist. Die Gestaltung des Artworks ist an zwei der titelgebenden Vier Elemente angelehnt, und zwar an Wasser und Feuer, und zeigt eine aus Wasser gebildete Figur, deren Arme in Flammen stehen. Das folgende Album „Elements Part 2“, dass im Oktober 2003 veröffentlicht wurde, zeigte dasselbe Motiv, diesmal versehen mit den Elementen Luft und Erde.
Die Fotografien des CD-Booklets wurden von Marc Villalonga erstellt.

## Tracklisting
1. Eagleheart (3:50)
2. Soul of a Vagabond (7:22)
3. Find your own Voice (5:10)
4. Fantasia (9:56)
5. Learning to Fly (6:19)
6. Papillon (7:01)
7. Stratofortress (3:26)
8. Elements (12:01)
9. A Drop in the Ocean (6:49)

Das Album erschien auch mit Bonus-CD, die Demoaufnahmen der Songs, sowie den neuen Titel „Run away“ enthielt.